# Новоселицы (Новгородский район)
Новосе́лицы — деревня в Новгородском муниципальном районе Новгородской области. Входит в Савинское сельское поселение. Новоселицы являются крупнейшим населённым пунктом данного сельского поселения.
Деревня расположена на правом берегу реки Мста. 

## История
Первое упоминание о Новоселицах в писцовой книге 1583 года, где упоминается сельцо Новоселище. Спорной представляется точка зрения, когда возникновение деревни Новоселицы связывают с реформами Александра I в армии, когда была предпринята попытка перевести «поселенную» систему комплектования (т. н. «Аракчеевские конюшни»).
До декабря 2009 г. в Новоселицах находился 834-й Учебный центр войск связи и радиотехнического обеспечения ВВС, ранее — Школа младших авиаспециалистов (ШМАС). После расформирования центра социально-экономическая ситуация в деревне резко ухудшилась. Долгое время здания бывших казарм оставались на балансе Минобороны и являлись, по сути, бесхозными. Лишь в 2011 году часть построек было решено передать в собственность региону.

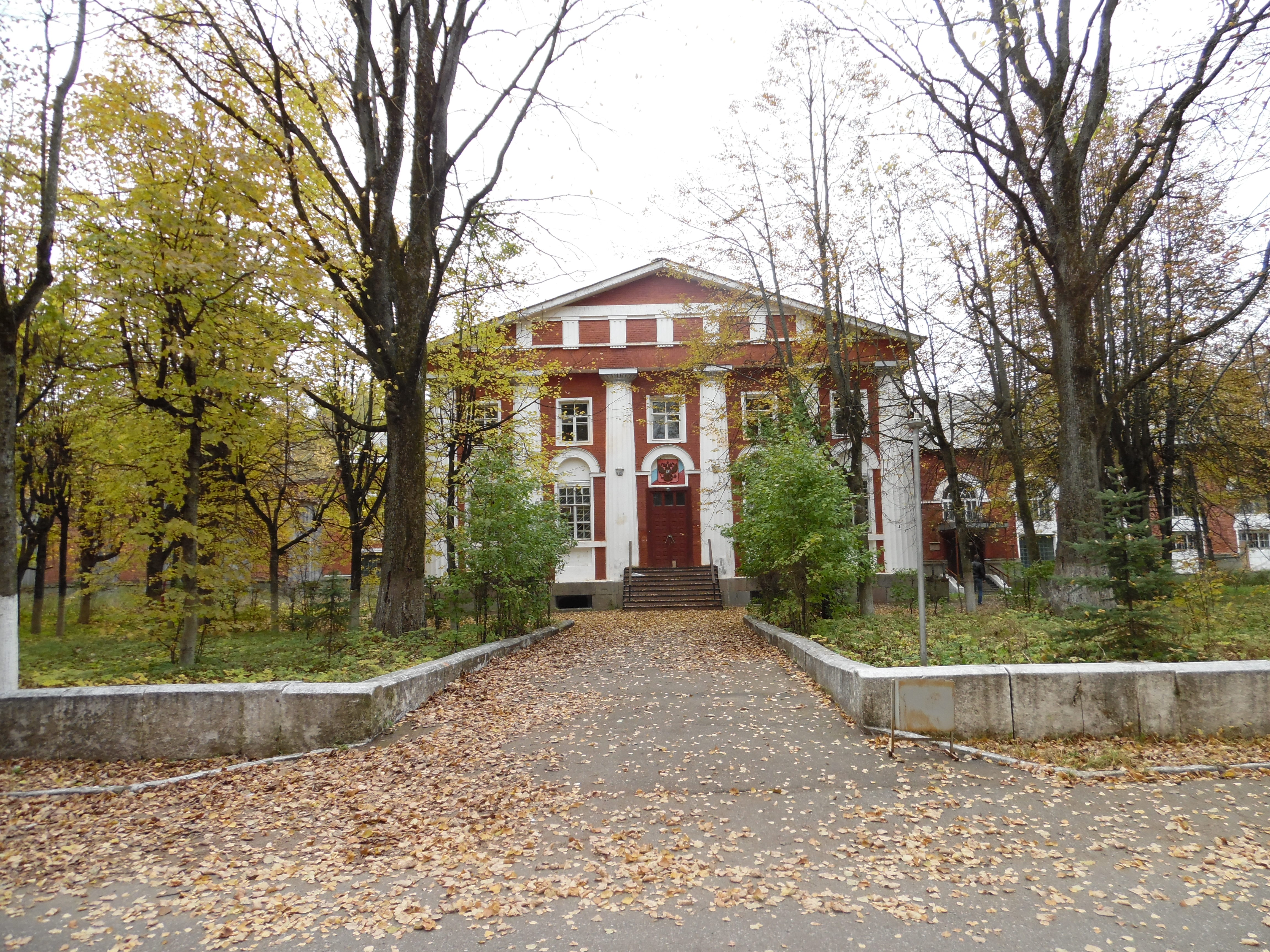
Здание, в котором находился штаб полка (октябрь 2014 года)

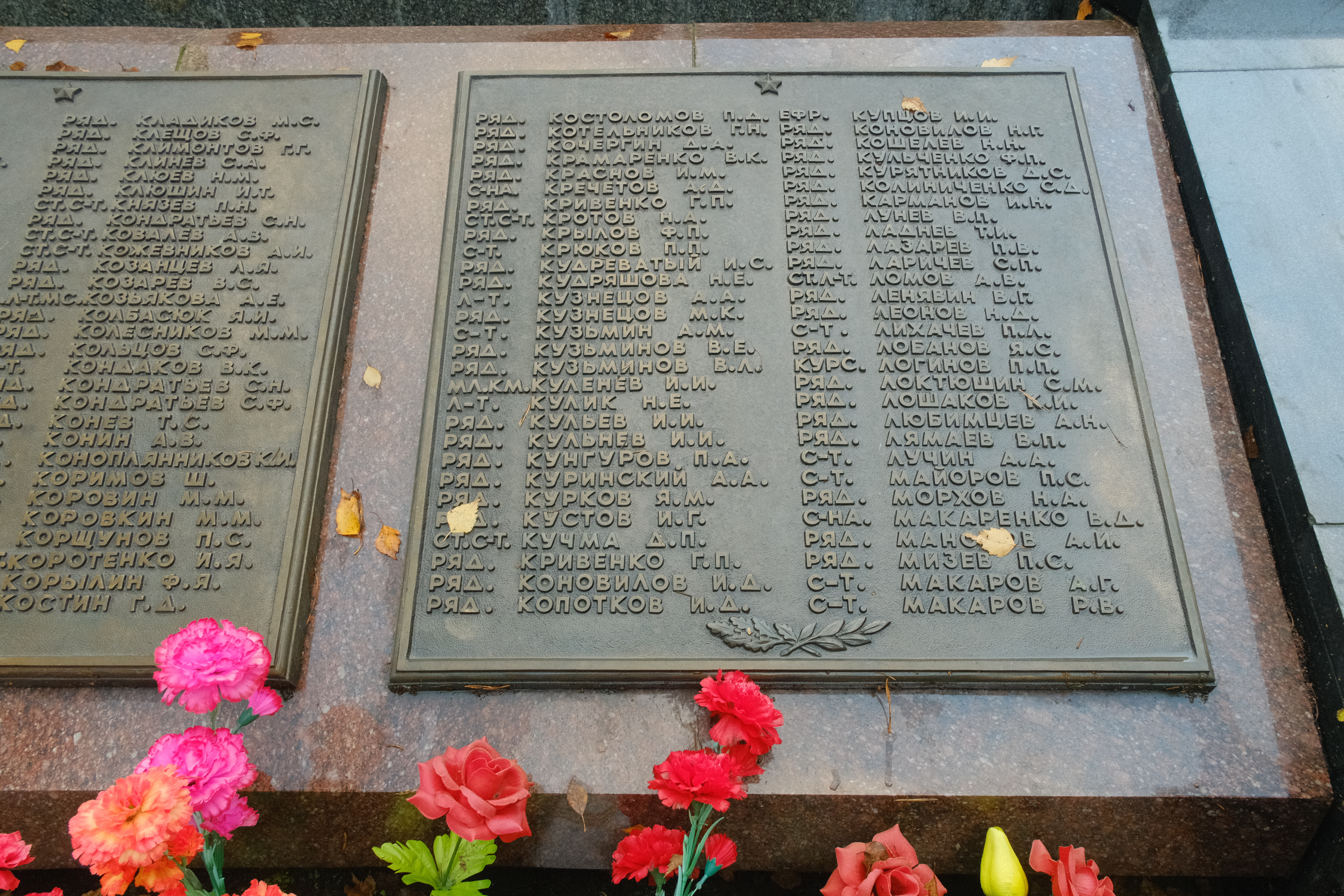
Плита на братской могиле с упоминанием фамилии и инициалов отца Л. Д. Кучмы

Деревню неоднократно посещал бывший президент Украины Леонид Кучма, навещавший могилу отца, похороненного на братском кладбище, расположенном на бывшей территории воинской части.

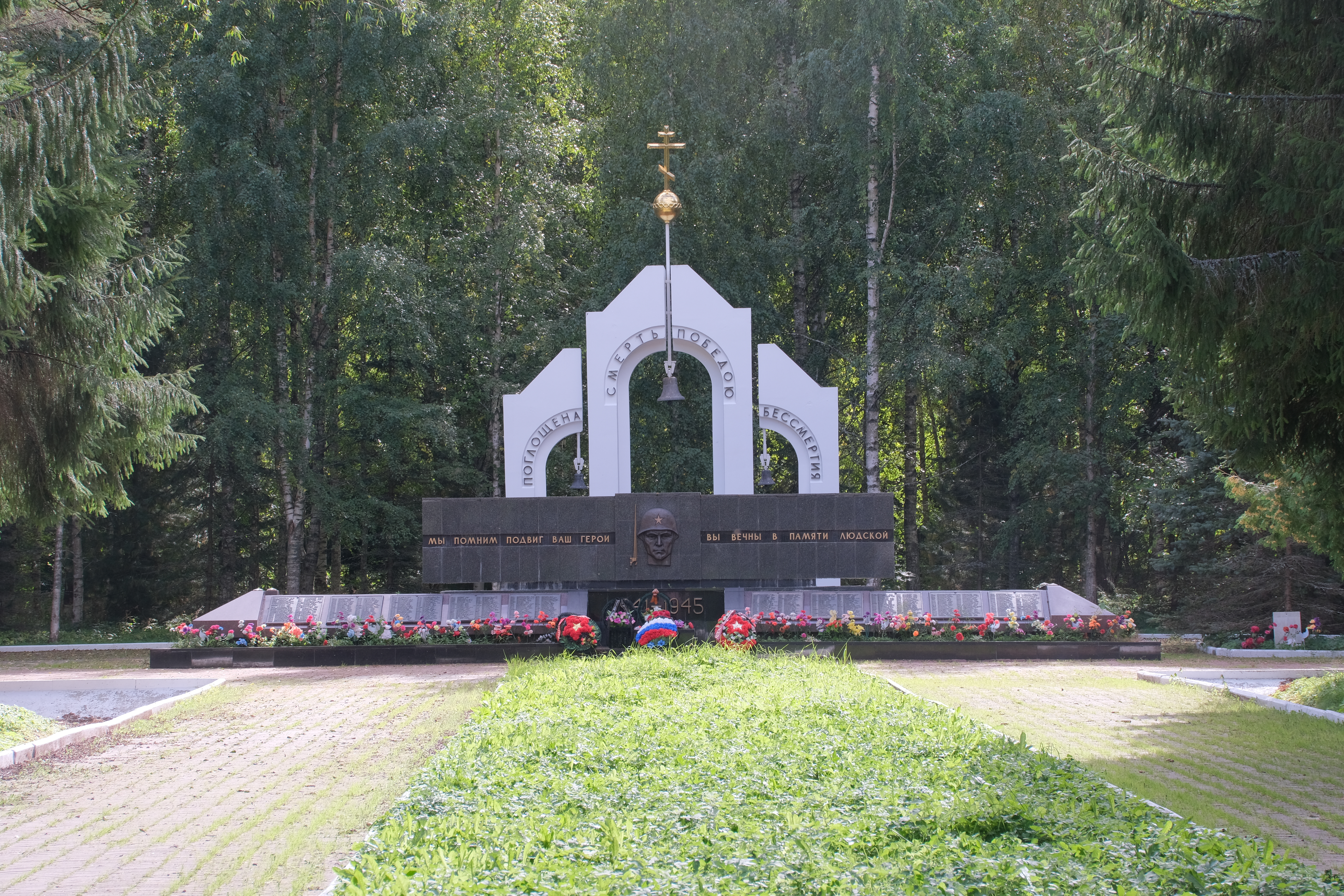
Братская могила военнослужащих Красной Армии и гражданских лиц, умерших здесь во время Великой Отечественной войны

## Население
| 2010 |
| ---- |
| 1623 |

## Образование
- МОУ «Новоселицкая средняя школа»

## Транспорт
Деревня расположена неподалёку от федеральной автодороги М10 «Россия». С Великим Новгородом связана автобусными маршрутами 103 и 127.

## Достопримечательности

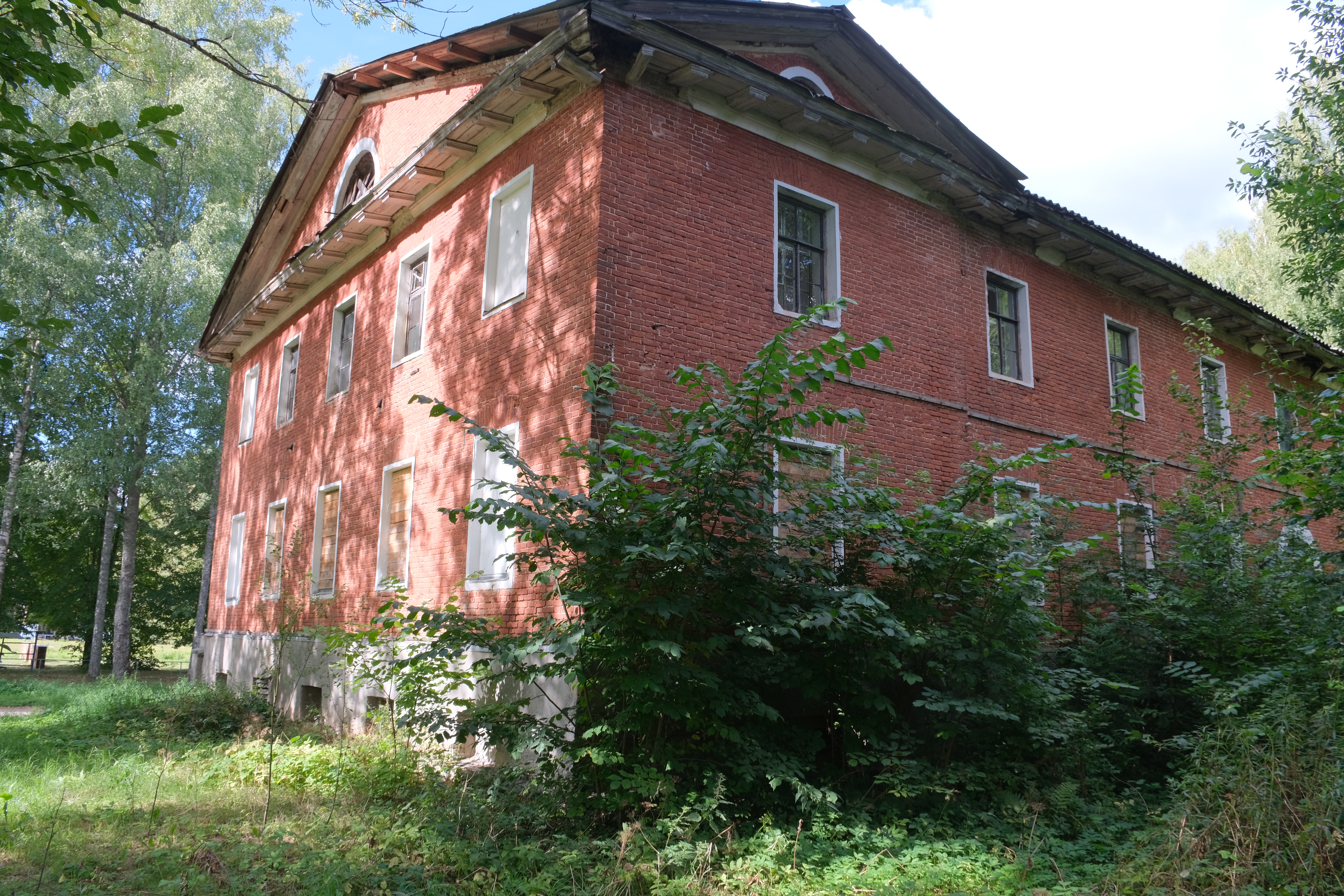
Дом для приезда начальников

Дом для приезда начальников. Объект культурного наследия регионального значения